# Archidiocèse du Yucatán
L'archidiocèse du Yucatán (en latin : Archidioecesis Yucatanensis ; en espagnol : Arquidiócesis de Yucatán) est un archidiocèse métropolitain de l'Église catholique du Mexique.

## Territoire

Archidiocèse du Yucatán
Suffragants

Il comprend une partie de l'État de Oaxaca ce qui correspond à un territoire d'une superficie de 39 612 km2 divisé en 113 paroisses.
Le siège archiépiscopal est dans la ville de Mérida où se trouve la cathédrale Saint-Ildefonse.

## Historique
Le premier diocèse du Yucatán est le diocèse de Carolense, érigé le 24 janvier 1519 par le pape Léon X par la bulle Sacri apostolatus ministerio. En 1527, l'évêque s'installe à Tlaxcala puis à Puebla,.
Le diocèse du Yucatán est érigé le 19 novembre 1561 en vertu de la bulle Super speculam du pape Pie IV en prenant une partie du diocèse de Puebla (aujourd'hui archidiocèse de Puebla de los Ángeles).
En 1863, il cède à l'archidiocèse de Santiago de Guatemala le territoire correspondant à l'actuel département du Petén. Le 25 mai 1880, il cède une portion de son territoire pour l'érection du diocèse de Tabasco.
Nommé suffragant de l'archidiocèse de Mexico lors de sa création, il intègre la province ecclésiastique de l'archidiocèse d'Antequera le 23 juin 1891 en vertu de la bulle Illud in primis du pape Léon XIII.
Il cède une autre portion de territoire le 24 mars 1895 pour l'érection du diocèse de Campeche.
Le 11 novembre 1906, il est élevé au rang d'archidiocèse métropolitain par le décret Quum rei sacrae de la congrégation pour les évêques avec les diocèses de Campeche et Tabasco comme suffragants.
Par la lettre apostolique Luce collustrans du 22 décembre 1960, le pape Jean XXIII décrète que la Vierge Marie, vénérée sous le vocable de Notre Dame d'Izamal est la patronne de l'archidiocèse.
Il cède une partie de son territoire le 23 mai 1970 pour la création de la prélature territoriale de Chetumal (aujourd'hui diocèse de Cancún-Chetumal) qui est nommée suffragant de Yucatán.

## Évêques et archevêques
- Liste des évêques et archevêques du Yucatán